# Токийский международный форум
Токийский международный форум (яп. 東京国際フォーラム то:кё: кокусай фо:раму) — архитектурная достопримечательность, крупнейший в Японии конгресс-центр, одно из самых заметных сооружений в Токио, Япония.

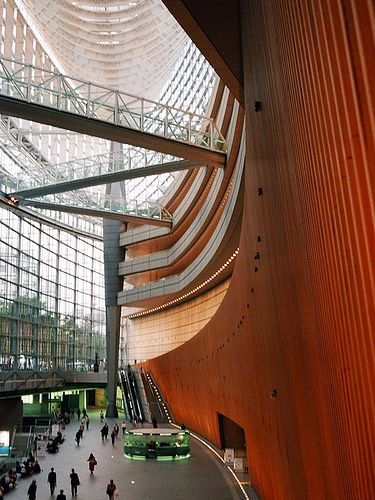
Интерьер Токийского международного форума

Здание расположено в бизнес-квартале Маруноути недалеко от двух крупных вокзалов Токио — Станция Токио и Станция Юракутё.
Здание используется в основном как выставочный центр, также имеются залы для проведения концертов и конференц-залы. Наибольший из залов рассчитан на 5012 мест.
В комплекс входят магазины, офисные  помещения, два театра, рестораны и кафе.
Токийский форум был спроектирован южноамериканским архитектором Рафаэлем Виньоли.
Постройка была завершена в 1996 году.
Здание состоит из двух частей, связанных между собой несколькими подземными и застеклёнными надземными переходами.
Изнутри одна из частей — застеклённый атриум длиной 210 метров, напоминает днище корабля, высота атриума составляет 60 метров.
Крыша атриума поддерживается с помощью двух стальных колонн, которые установлены на расстоянии 124 м друг от друга.
Между атриумом и остальными сооружениями форума располагается площадь, вымощенная гранитными плитами.
Общая площадь, занимаемая Токийским форумом, составляет 3 гектара.
Общая площадь застеклённой поверхности атриума составляет 20 тыс. м².